# Victor-Lucien-Sulpice Lécot
Victor-Lucien-Sulpice Lécot (Montescourt-Lizerolles, 8 gennaio 1831 – Chambéry, 19 dicembre 1908) è stato un cardinale e arcivescovo cattolico francese.

## Biografia
Nacque a Montescourt-Lizerolles l'8 gennaio 1831.
Papa Leone XIII lo elevò al rango di cardinale nel concistoro del 12 giugno 1893.
Nel 1908 fu destinatario dell'epistola Solemnia sacra di papa Pio X.
Morì il 19 dicembre 1908 all'età di 77 anni.

## Genealogia episcopale e successione apostolica
La genealogia episcopale è:
- Cardinale Scipione Rebiba
- Cardinale Giulio Antonio Santori
- Cardinale Girolamo Bernerio, O.P.
- Arcivescovo Galeazzo Sanvitale
- Cardinale Ludovico Ludovisi
- Cardinale Luigi Caetani
- Cardinale Ulderico Carpegna
- Cardinale Paluzzo Paluzzi Altieri degli Albertoni
- Papa Benedetto XIII
- Papa Benedetto XIV
- Papa Clemente XIII
- Cardinale Marcantonio Colonna
- Cardinale Giacinto Sigismondo Gerdil, B.
- Cardinale Giulio Maria della Somaglia
- Cardinale Carlo Odescalchi, S.I.
- Vescovo Eugène de Mazenod, O.M.I.
- Cardinale Joseph Hippolyte Guibert, O.M.I.
- Cardinale Benoît-Marie Langénieux
- Vescovo Joseph-Maxence Péronne
- Cardinale Victor-Lucien-Sulpice Lécot

La successione apostolica è:
- Arcivescovo Etienne-Marie-Alphonse Sonnois (1890)
- Arcivescovo François Xavier de Hornstein (1896)
- Vescovo Emile-Paul-Angel-Constant Le Camus (1901)
- Vescovo Jean-Auguste-François-Eutrope Eyssautier (1906)